# Gansus
Gansus es un género de ave acuática que vivió en la época del Aptiense a principios del período Cretácico en lo que ahora es la provincia de Gansu, al occidente de China, a la que debe su nombre. Las capas de rocas de las cuales se recuperaron sus fósiles son probablemente en equivalente en edad, o levemente más recientes que la Formación Jiufotang, que data de hace 120 millones de años. Es el miembro más antiguo conocido de los Ornithurae, el grupo que incluye a las aves modernas (Neornithes) y grupos extintos relacionados, como Ichthyornis y los Hesperornithes.

## Descripción

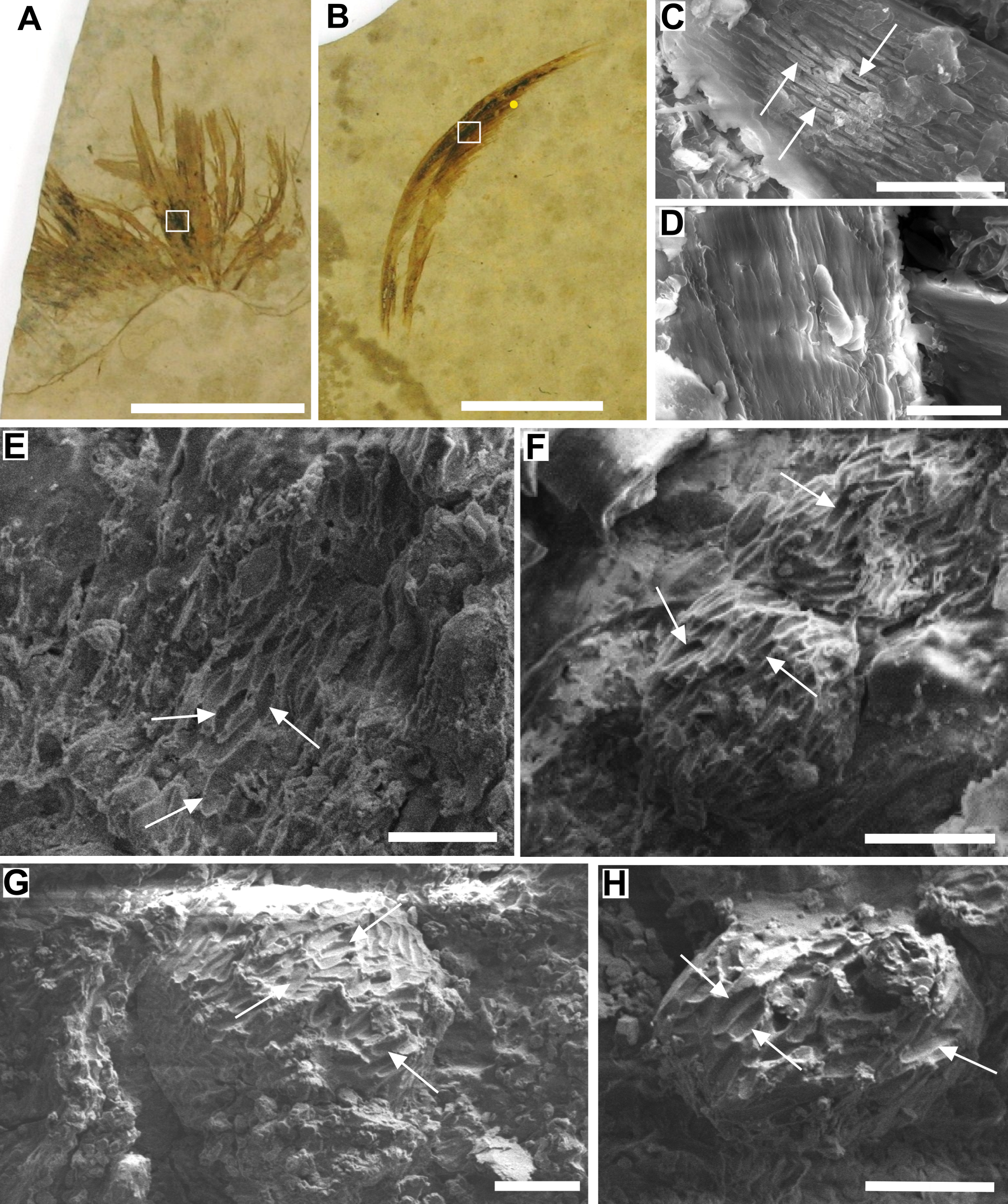
Imágenes mostrando la presencia de melanosomas en Gansus y plumas de aves actuales (C, D) feathers

El género Gansus contiene una única especie, G. yumenensis, el cual el del tamaño de una paloma actual y es similar en apariencia a los somorgujos y los patos zambullidores.
 Tenía muchas características en común con las aves modernas, y también retenía algunos rasgos primitivos como garras en los dedos de las alas.
Gansus fue conocido a partir de un único pie fósil hallado en 1981. Cinco fósiles mejor preservados fueron encontrados en 2003–2004 en lodolitas en el sitio de un antiguo lago en Changma, Gansu; los estratos geológicos en los cuales se hallaron los fósiles fueron hallados en la Formación Xiagou. Sus cuerpos estaban depositados en fango anóxico y fueron recubiertos pronto con sedimentos limosos extremadamente finos. Sin oxígeno, sus restos resistieron la descomposición: estos especímenes preservaron restos de plumas de vuelo y rastros de una membrana entre los dedos de los pies.

## Clasificación
Gansus fue descrito como el más antiguo orniturano. Los Ornithurae, sin embargo, han tenido varias definiciones diferentes. En la definición usada por You y colegas (es decir, el clado que contiene a todas las aves actuales más Hesperornis e Ichthyornis), Gansus es ciertamente el miembro más antiguo conocido. No obstante, varias aves de las más antigua Formación Yixian y la contemporánea Formación Jiufotang son considerados ornituranos bajo otras definiciones. Bajo cualquier definición, todas las aves vivientes, incluyendo taxones tan diversos como los avestruces, colibríes y águilas, son descendientes de los ornituranos basales, muchos de los cuales eran semiacuáticos. Se ha considerado que es posible que todas las aves modernas desciendan específicamente de un ave semiacuática similar a Gansus. Por tanto, aunque Gansus no es necesariamente un ancestro directo de las aves de hoy en día, está cercanamente relacionado con estas como una especie ancestral.